# Aristida mendocina
Aristida mendocina – gatunek rośliny z rodziny wiechlinowatych. Występuje w Argentynie i Boliwii.

## Zasięg występowania
Porasta niecały obszar Gran Chaco. W Boliwii zasiedla ekoregion chiquitano (obejmujący suche lasy i sawanny), w departamentach Chuquisaca, Santa Cruz i Tarija. W Argentynie spotykana jest w prowincjach Córdoba, Mendoza oraz Tucumán.

## Charakterystyka
Bylina dorastająca do 20–60 cm wysokości. Łodygi 2-6 węzłowe. Wiecha luźna (ale nie obwisła), liczy 10–20 cm długości. Plewy szerokie, bardzo nieregularne, pierwsza długości około 9 mm, dalsze 2–3 mm. Plewka dolna nieznacznie krótsza. Ości plewki niemal równe, długości około 2 cm.